# Opper-Lausitzs voetbalkampioenschap 1914/15
In 1914/15 werd het vierde Opper-Lausitzs voetbalkampioenschap  gespeeld, dat georganiseerd werd door de Midden-Duitse voetbalbond. Door het uitbreken van de Eerste Wereldoorlog werd de competitie eerst uitgesteld en daarna schreven zich slechts twee clubs in die op 18 en 25 april 1915 tegen elkaar speelden. Union Görlitz speelde de voorbije twee jaar  in de Opper-Lausitzse competitie van de Zuidoost-Duitse voetbalbond, maar daar vond dit jaar helemaal geen competitie plaats waardoor de club éénmalig wisselde naar de Midden-Duitse competitie.
Budissa Bautzen werd kampioen echter vond er om oorlogsredenen geen verdere eindronde plaats dit jaar. 

## 1. Klasse
| Plaats | Club               | Wed. | W | G | V | Saldo | Ptn.  |
| ------ | ------------------ | ---- | - | - | - | ----- | ----- |
| 1.     | FK Budissa Bautzen | 2    | 2 | 0 | 0 | 16:06 | 04:00 |
| 2.     | SC Union Görlitz   | 2    | 0 | 0 | 2 | 06:16 | 00:04 |

|  | Play-off voor de titel |